# ايفيلين فورتش
إيفلين بيرل فورتش (بالإنجليزية: Evelyn Furtsch)‏ (لاحقًا أوجيدا، 17 أبريل 1914م - 5 مارس 2015م). هي عداءة أمريكية في العدو السريع. حازت فورتش على الميدالية الذهبية في سباق ال4x100م مع زميلاتها للفريق، ماري كارو، وأنيت روجرز، وويلهلمينا فون بريمن، عام 1932 في الألعاب الأولمبية الصيفية في لوس أنجلوس.

## حياتها
ولدت فورتش في مدينة سان دييغو، ولاية كاليفورنيا، عام 1914م. انتقلت هي وعائلتها لمقاطعة أورانج عندما كانت في سن الثامنة. في عامها الأول في مدرسة توستين الثانوية، لاحظ معلم الرياضة أن فورتش سريعة العَدْو، فأبلغ بذلك مدرب السباقات في مدرسة توستين، فينسينت هومستون، وسرعان ما شاركت فريق طلاب المدرسة الذكور في التدريب والعدو في سباقات المضمار. في ذلك الحين، اقتصر ترتيب سباقات المضمار والميدان للنساء على المدن الكبيرة ومدارس المدن الكبيرة. تواصل هومستون مع نادي ألعاب القوى في لوس انجلوس، الذي كان آنذاك يدرب الفتيات للألعاب الأولمبية للعام 1932م. في العام 1931م، شاركت فورتش في بطولة اتحاد الرياضيين الهواة لمرة واحدة فقط، وجاء ترتيبها الثانية في سباق ال 100 يارد.
حطم فريق النساء الأمريكي الرقمين القياسيين الأولمبي والعالمي في سباق فريق التتابع (البدلاء) 4x100 متر، في الألعاب الأولمبية للعام 1932م. وعلى الرغم أنهن أنهَيْن السباق في مدة زمنية قدرها 46.9 ثوان، بيد أن الأولمبياد في ذلك الحين لم يسجل الأجزاء العشرية من الثانية، ولهذا فإن الرقم القياسي المسجل هو 47 ثانية، بينما يقف الرقم القياسي العالمي على 46.9 ثوان.
درست فورتش بعد الألعاب الأولمبية، في كلية سانتا آنا لمدة عامين. في ذلك الحين، لم يكن في الكلية فريق عدو ولهذا أنهت مسيرتها الرياضية. تزوجت من جو أوجيدا، وسوية أدارا شركة عقارات في مدينة سانتا آنا، كاليفورنيا.
كانت فورتش أول امرأة تفوز بميدالية ذهبية أولمبية من مقاطعة أورانج. حصلت في العام 1984م على جائزة رالف كلارك للمواطن المتميز في سانتا آنا، وانتُخبت لقاعة مشاهير الرياضة في مقاطعة أورانج في العام 1985م.
كانت فورتش العضو الأخير من فريق التتابع 4x100م النسائي الأمريكي لعام 1932م التي ما زالت على قيد الحياة، حيث بلغت عامها المئة في أبريل 2014م، وبذلك أصبحت أول بطلة أولمبية في ألعاب القوى وأول امرأة أمريكية تفوز بميدالية أولمبية ذهبية يتجاوز عمرها القرن. إلى جانب فورتش فإن الرياضي جودفري رامبلينج، الحائز على ذهبية أولمبية في سباقات المضمار والميدان تجاوز المئة عام من عمره هو الآخر، وهما لاعبا القوى الوحيدان الحاصلان على الذهبية الأولمبية اللذان تجاوزا هذا السن.

## قائمة المراجع
1. ↑  "Evelyn Furtsch Ojeda, an Olympic gold medalist and Santa Ana resident, dies at 100". Orange County Register (بالإنجليزية الأمريكية). 25 Mar 2015. Archived from the original on 2022-01-22. Retrieved 2022-06-30.
2. 1 2  "Evelyn Furtsch Bio, Stats, and Results | Olympics at Sports-Reference.com". web.archive.org. 18 أبريل 2020. مؤرشف من الأصل في 2020-04-18. اطلع عليه بتاريخ 2022-06-30.
3. 1 2  bmallon (17 Apr 2014). "Olympian Bio of the Day – Evelyn Furtsch". OlympStats (بالإنجليزية الأمريكية). Archived from the original on 2022-03-14. Retrieved 2022-07-01.
4. ↑  "1932 Olympic champion Evelyn Furtsch reaches historic milestone | NEWS | World Athletics". www.worldathletics.org. مؤرشف من الأصل في 2021-06-08. اطلع عليه بتاريخ 2022-07-01.

## وصلات خارجية
- مقابلة هوداك 1987.

- قاعدة البيانات الأولمبية.